# Jydepottearbejde hos Mathilde Nielsen
|  | Denne artikel er oprettet af botten Steenthbot ud fra en ekstern database. Den kan derfor have sproglige fejl eller mangler. Denne skabelon kan fjernes efter kontrol af indholdet. |

Jydepottearbejde hos Mathilde Nielsen er en dansk dokumentarisk optagelse fra 1929.

## Handling
Ved Elkjær, Slavs Herred.